# Corral (Idaho)
Corral önkormányzat nélküli település az Amerikai Egyesült Államok Idaho államában,  Camas megyében. Lakosainak száma 20 fő (1960).

## Népesség
A település népességének változása:

| 1909 | 40 |
| 1960 | 20 |